# Brian Labone
Brian Leslie Labone, född 23 januari 1940, död 24 april 2006, var en engelsk fotbollsspelare som tillbringade hela sin professionella karriär, 1958–1971, i Everton.
Labone föddes i Liverpool och valde som 17-åring spel i Everton istället för att studera på universitetet. Han kom till klubben i juli 1957 och gjorde A-lagsdebut året efter. Labone var lagkapten i Everton och sågs som en av sin tids bästa mittbackar. Hans främsta egenskaper var tacklingarna och huvudspelet. Han var även relativt snabb, men han använde nästan aldrig vänsterfoten.
Labone spelade totalt 534 matcher för Everton och gjorde två mål. Han var med om att bli ligamästare 1963 och 1970 samt vinna FA-cupen 1966. Han spelade även 26 landskamper för England och gjorde debut mot Nordirland i oktober 1962. Efter sin tredje landskamp i februari 1963 blev han inte uttagen i landslaget under de närmaste åren. Han fanns dock med som en av 40 spelare i Alf Ramseys preliminära landslagstrupp till VM 1966, men drog sig ur eftersom han skulle gifta sig. 1967 blev Labone åter uttagen till landslaget, och nu tog han över på allvar efter Jack Charlton som mittbackspartner till Bobby Moore. Labone spelade i tre av Englands fyra matcher under VM i Mexiko 1970, men efter turneringen valde han att avsluta landslagskarriären eftersom han ville få mer tid för sin familj.
Under säsongen 1970/71 skadade Labone akilleshälen, vilket gjorde att han tvingades sluta med fotbollen. Han fortsatte att arbeta i Everton som guide för besökare. Brian Labone avled i april 2006 efter att ha kollapsat på vägen hem en kväll.